# Dragados

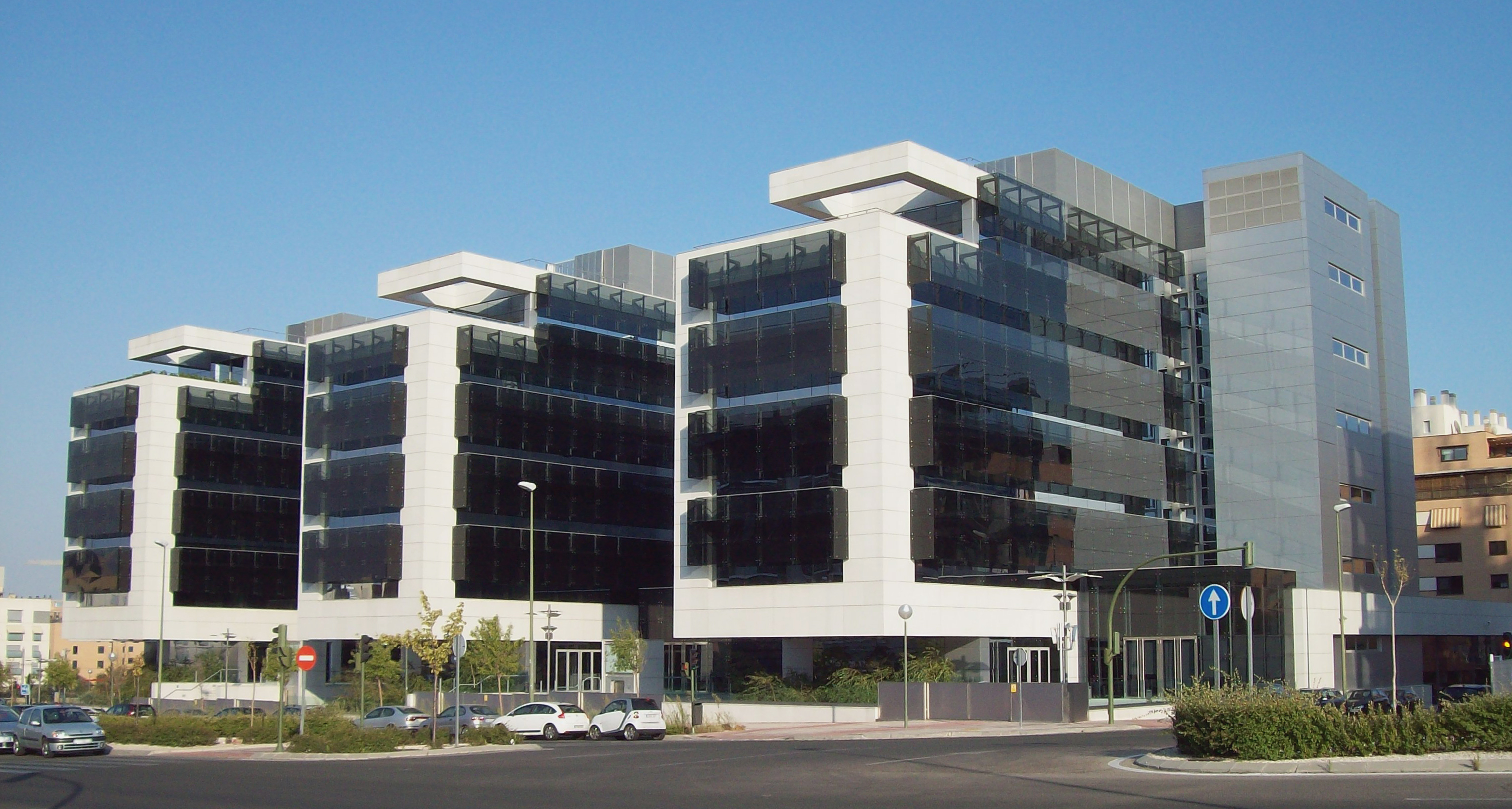
Siège de l'entreprise à Madrid.

Dragados est une entreprise de construction espagnole fondée en 1941 ; elle a été reprise par le groupe ACS en mars 2003.

## Réalisations
- barrage de Beni Haroun, dans la wilaya de Mila en Algérie.